# Glèisanòva de Bilhom
Glèianèva (en francès Égliseneuve-près-Billom) és un municipi francès situat al departament del Puèi Domat i a la regió d'Alvèrnia-Roine-Alps. L'any 2007 tenia 829 habitants.

## Demografia

### Població
El 2007 la població de fet d'Égliseneuve-près-Billom era de 829 persones. Hi havia 312 famílies de les quals 88 eren unipersonals (60 homes vivint sols i 28 dones vivint soles), 84 parelles sense fills, 116 parelles amb fills i 24 famílies monoparentals amb fills.
La població ha evolucionat segons el següent gràfic:
Habitants censats

### Habitatges
El 2007 hi havia 430 habitatges, 325 eren l'habitatge principal de la família, 66 eren segones residències i 39 estaven desocupats. 417 eren cases i 11 eren apartaments. Dels 325 habitatges principals, 288 estaven ocupats pels seus propietaris, 28 estaven llogats i ocupats pels llogaters i 9 estaven cedits a títol gratuït; 1 tenia una cambra, 5 en tenien dues, 29 en tenien tres, 90 en tenien quatre i 200 en tenien cinc o més. 232 habitatges disposaven pel capbaix d'una plaça de pàrquing. A 113 habitatges hi havia un automòbil i a 192 n'hi havia dos o més.

### Piràmide de població
La piràmide de població per edats i sexe el 2009 era:
| Homes | Edats   | Dones |
| ----- | ------- | ----- |
| 0     | 95 o +  | 0     |
| 4     | 90 a 94 | 0     |
| 0     | 85 a 89 | 8     |
| 0     | 80 a 84 | 4     |
| 8     | 75 a 79 | 12    |
| 4     | 70 a 74 | 28    |
| 16    | 65 a 69 | 16    |
| 20    | 60 a 64 | 8     |
| 4     | 55 a 59 | 4     |
| 36    | 50 a 54 | 16    |
| 32    | 45 a 49 | 24    |
| 36    | 40 a 44 | 32    |
| 36    | 35 a 39 | 32    |
| 28    | 30 a 34 | 32    |
| 20    | 25 a 29 | 16    |
| 24    | 20 a 24 | 8     |
| 28    | 15 a 19 | 16    |
| 20    | 10 a 14 | 32    |
| 24    | 5 a 9   | 32    |
| 20    | 0 a 4   | 20    |

## Economia
El 2007 la població en edat de treballar era de 557 persones, 414 eren actives i 143 eren inactives. De les 414 persones actives 393 estaven ocupades (207 homes i 186 dones) i 21 estaven aturades (14 homes i 7 dones). De les 143 persones inactives 58 estaven jubilades, 56 estaven estudiant i 29 estaven classificades com a «altres inactius».

### Ingressos
El 2009 a Égliseneuve-près-Billom hi havia 346 unitats fiscals que integraven 835,5 persones, la mediana anual d'ingressos fiscals per persona era de 18.929 €.

### Activitats econòmiques
Dels 17 establiments que hi havia el 2007, 1 era d'una empresa de fabricació d'altres productes industrials, 5 d'empreses de construcció, 3 d'empreses de comerç i reparació d'automòbils, 2 d'empreses de transport, 2 d'empreses d'hostatgeria i restauració, 1 d'una empresa financera, 1 d'una entitat de l'administració pública i 2 d'empreses classificades com a «altres activitats de serveis».
Dels 5 establiments de servei als particulars que hi havia el 2009, 1 era un guixaire pintor, 2 fusteries, 1 electricista i 1 restaurant.
L'únic establiment comercial que hi havia el 2009 era un supermercat.
L'any 2000 a Égliseneuve-près-Billom hi havia 29 explotacions agrícoles que ocupaven un total de 737 hectàrees.

## Equipaments sanitaris i escolars
El 2009 hi havia una escola elemental integrada dins d'un grup escolar amb les comunes properes formant una escola dispersa.

## Poblacions més properes
El següent diagrama mostra les poblacions més properes.